# Copa dos Campeões da CONCACAF de 2006
A Copa dos Campeões da CONCACAF de 2006 foi a 41ª edição da competição de futebol anual que reúne os clubes da região da confederação CONCACAF (América do Norte e Caribe). O torneio classifica o campeão para o Mundial de Clubes da FIFA.Trinta e três times de dezoito associações de futebol levaram parte, começando com os primeiros jogos qualificativos em 26 de julho de 2005.
O torneio terminou com uma final mexicana entre Toluca e América. O primeiro jogo foi no Estadio Nemesio Díez em Toluca no dia 12 de Abril de 2006 e acabou num empate em 0-0. O segundo jogo foi no Estadio Azteca na Cidade do México em 19 de Abril de 2006 e acabou com o América marcando no tempo extra na vitória por 2-1 que valeu o título . Com o título, o América foi credenciado a participar do Mundial de Clubes de 2006 no Japão no final do ano.

## Times Classificados
Club América - Clausura 2005 campeão
 Toluca - Apertura 2005 campeão
 Los Angeles Galaxy - MLS Cup 2005 campeão
 New England Revolution - 2005 campeão da conferência leste
 Alajuelense - 2005 Torneo UNCAF Campeão
 Olimpia - Torneo UNCAF 2005 vice-campeão
 Deportivo Saprissa - Torneo UNCAF 2005 3ºcolocado
 Portmore United - Campeonato de Clubes da CFU 2005 Campeão

## Quartas-de-final
| 22 de Fevereiro de 2006 | Olimpia | 0 – 2 | Toluca                             | Estadio Olimpico Metropolitano San Pedro Sula, Honduras Público: 14,306 Árbitro: Brian Hall (USA) |
|                         |         |       | Rodrigo Diaz 24' Jose Cruzalta 90' |                                                                                                   |

| 8 de Março de 2006 | Toluca                                | 2 – 1 | Olimpia            | Estadio Nemesio Díez Toluca, México Público: n/a Árbitro: Kevin Stott (USA) |
|                    | Javier Rosada 47' Carlos Esquivel 53' |       | Manuel Carcamo 22' |                                                                             |

Toluca avança de fase com o placar agregado de 4-1.
| 23 de Fevereiro de 2006 | Los Angeles Galaxy | 0 – 0 | Deportivo Saprissa | Home Depot Center Carson (California), USA Público: 8,103 Árbitro: Marco Rodriguez (MEX) |
|                         |                    |       |                    |                                                                                          |

| 8 de Março de 2006 | Deportivo Saprissa                                     | 3 – 2 (PRO) | Los Angeles Galaxy                  | Estadio Ricardo Saprissa San José, Costa Rica Público: n/a Árbitro: Benito Archundia(MEX) |
|                    | Walter Centeno 46' Alonso Solis 57' Reynaldo Parks 95' |             | Josh Gardner 21' Landon Donovan 41' |                                                                                           |

Deportivo Saprissa avança de fase com o placar agregado de 3-2 depois do tempo extra.
| 22 de Fevereiro de 2006 | New England Revolution | 0 – 0 | Alajuelense | National Stadium Hamilton (Bermuda) Público: 1,500 Árbitro: Hu Liu (CAN) |
|                         |                        |       |             |                                                                          |

| 8 de Março de 2006 | Alajuelense          | 1 – 0 | New England Revolution | Estadio Alejandro Morera Soto Alajuela, Costa Rica Público: n/a Árbitro: Peter Prendergrast (JAM) |
|                    | Carlos Hernandez 90' |       |                        |                                                                                                   |

Alajuelense avança com placar agregado de 1-0.
| 22 de Fevereiro de 2006 | Portmore United FC | 1 – 2 | Club América                                  | Minute Maid Park Houston, USA Público: 12,988 Árbitro: Michael Kennedy (USA) |
|                         | Remeel Wolfe 51'   |       | Christian Gimenez 60' (pen) Aaron Padilla 71' |                                                                              |

| 8 de Março de 2006 | Club América                                                                                     | 5 – 2 | Portmore United FC                     | Estadio Azteca Cidade do México, México Público: n/a Árbitro: Rodolfo Sibrian (ELS) |
|                    | Aaron Padilla 4' Aaron Padilla 56' Santiago Fernandez 57' Diego Cervantes 80' Aaron Padilla 90'+ |       | Anthony Bennett 24' Jason Morrison 82' |                                                                                     |

Club América avança com 7-3 no placar agregado.

## Semi-finais
| 22 de Março de 2006 | Toluca                                  | 2 – 0 | Deportivo Saprissa | Estadio Nemesio Díez Toluca, México Público: n/a Árbitro: Terry Vaughn (USA) |
|                     | Carlos Esquivel 22' Carlos Esquivel 62' |       |                    |                                                                              |

| 29 de Março de 2006 | Deportivo Saprissa                                            | 3 – 2 | Toluca                                | Estadio Ricardo Saprissa San José, Costa Rica Público: n/a Árbitro: Peter Prendergast (JAM) |
|                     | Randall Azofeifa 46' Alvaro Saborio 58' Gerrold Drummond 90'+ |       | Ismael Valdez 60' Vicente Sánchez 87' |                                                                                             |

Toluca avança com 4-3 no placar agregado.
| 23 de Março de 2006 | Alajuelense     | 1 – 2 | Club América                      | Estadio Alejandro Morera Soto Alajuela, Costa Rica Público: 18,000 Árbitro: Brian Hall (USA) |
|                     | Erick Scott 67' |       | Irenio Soares 65' Kléber Boas 76' |                                                                                              |

| 29 de Março de 2006 | Club América | 0 – 0 | Alajuelense | Estadio Azteca Cidade do México, México Público: n/a Árbitro: Mauricio Navarro (CAN) |
|                     |              |       |             |                                                                                      |

Club América avança com 2-1 no placar agregado.

## Final
| 12 de Abril de 2006 | Toluca | 0 – 0 | Club América | Estadio Nemesio Díez Toluca, México Público: 20,000 Árbitro: José Pineda (HON) |
|                     |        |       |              |                                                                                |

| 19 de Abril de 2006 | Club América                        | 2 – 1 (PRO) | Toluca             | Estadio Azteca Cidade do México, México Público: 35,920 Árbitro: Brian Hall (USA) |
|                     | Kléber Boas 105' Duilio Davino 115' |             | Paulo Da Silva 93' |                                                                                   |

| Copa dos Campeões da CONCACAF 2006 |
| ---------------------------------- |
| AMÉRICA Campeão (5º título)        |

Club América campeão da Copa dos Campeões de 2006 vencendo por 2-1 no placar agregado, avançando para o Mundial de Clubes da FIFA de 2006.